# Pholidobolus macbrydei
Pholidobolus macbrydei — вид ящірок родини гімнофтальмових (Gymnophthalmidae). Ендемік Еквадору.

## Поширення і екологія
Pholidobolus macbrydei мешкають в Еквадорських Андах, від Тунґурауа на південь до перуанського кордону в провінції Самора-Чинчипе. Вони живуть у вологих вічнозелених гірських тропічних лісах, в парамо і в сухих високогірних чагарникових заростях. Зустрічаються на висоті від 1800 до 4200 м над рівнем моря.